# Kirotshe
Kirotshe est une localité du territoire de Masisi dans le Sud de la province du Nord-Kivu en République démocratique du Congo, située à 7 km au Sud de Sake sur le lac Kivu. Kirotshe est un important centre de pêche, avec un hôpital d'une centaine de lits desservant la zone rurale de santé de Kirotshe.
Kirotshe est traversé par la route nationale 2, reliant la localité à Sake et Goma, et le Sud-Kivu.
Des grandes familles avaient vecu à Kirotshe dans les années 60 comme Salukombo Makorobondo, De Souza et Yuma Christophe 